# Ioannina (Tochter des Belisar)

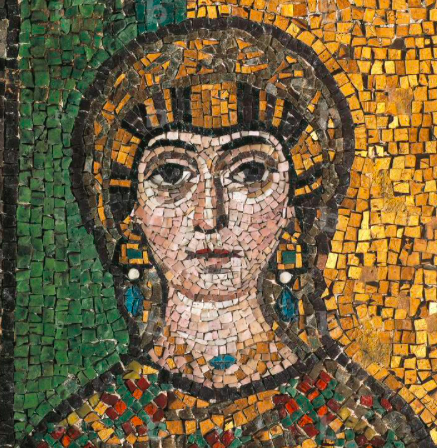
Mögliche Darstellung von Ioannina auf einem der zwei Mosaike in der Basilica San Vitale, Ravenna, ca. 547

Ioannina, auch Joannina genannt, (Griechisch: Ιωάννινα, ca. 530 geboren) war eine byzantinische Adlige und die Tochter des oströmischen Generals Belisar und seiner Ehefrau Antonina. Ioannina war für 8 Monate (547 bis 548) mit Anastasius, einem Enkel der Kaiserin Theodora und Sohn des Anastasius Sabinianus, verheiratet, welcher 517 als Konsul tätig war. Ioannina ist möglicherweise die Namensgeberin der griechischen Stadt Ioannina.

## Frühes Leben
Ioannina wurde um 530 geboren, wahrscheinlich im Gebiet der heutigen Türkei. Sie war die Tochter des byzantinischen Generals Belisar, des Heermeisters (magister militum) von Justinian I., und Antonina, einer bedeutenden Vertrauten der Kaiserin Theodora. Ioannina ist Belisars und Antoninas einziges dokumentiertes Kind. Sie hatte jedoch mindestens zwei Halbgeschwister, Photius und eine Schwester, deren Namen unbekannt ist und die mit Ildiger verheiratet war. Beide sind Kinder von Antonina und wahrscheinlich ihrem ersten Ehemann. Ioannina hatte ebenfalls einen Adoptivbruder, Theodosius, der auch Belisars Patensohn war.

## Ehe mit Anastasius
Ioannina war Belisars einziges Kind und deshalb Erbin seines großen Vermögens, welches er durch seine Feldzüge in Nordafrika und Italien erlangt hatte. Kaiserin Theodora, welche von seinem Vermögen profitieren wollte, arrangierte eine Ehe zwischen ihrem Enkel Anastasius und Ioannina. Anastasius war der Sohn des Anastasius Sabinianus, welcher 517 Konsul war, und einer namenlosen Tochter von Kaiserin Theodora, bevor sie Justinian heiratete.
Antonina war gegen die Verbindung und die politische Allianz, die Theodora mit sich brachte. Sie und Belisar versuchten beide, die Ehe zu verschieben, während sie in Italien waren. Theodora jedoch beschloss, die geplante Ehe weiterzuverfolgen. Während Antonina und Belisar in Italien waren, setzte sie Ioannina unter Druck und zwang sie, eine Beziehung mit Anastasius einzugehen. Ioannina fiel bei Anastasius in Ungnade, wobei er sie später sexuell nötigte und vergewaltigte. Theodora arrangierte in der Folge die Ehe der beiden in der Abwesenheit von Antonina und Belisar. Trotz der erzwungenen Verbindung entwickelten Ioannina und Anastasius eine liebevolle Beziehung.
Die Ehe hielt acht Monate lang, bis zu Theodoras Tod im Juni 548 und der Ankunft von Belisar und Antonina in Konstantinopel ungefähr zur derselben Zeit. Antonina überzeugte Belisar, die Ehe zu annullieren, wofür sie vom byzantinischen Adel kritisiert wurde, weil Antonina undankbar gegenüber Theodoras Unterstützung schien. Aufgrund des erlebten sexuellen Missbrauchs durch Anastasius wurde Ioaninnas Ruf schwer beschädigt, was ihre Chance auf eine weitere Ehe erschwerte. Es gibt kaum bis gar keine Zeugnisse über ihr Leben nach der Annulation, und es ist auch unbekannt, ob sie später nochmal heiratete oder Kinder bekam. Es ist möglich (jedoch unwahrscheinlich), dass Ioannina eine Tochter hatte, die von Sergius, einem byzantinischen General und Gouverneur von Tripolitania umworben wurde.

## Die Stadt Ioannina
Es wird vermutet, dass die Stadt Ioannina, in Epirus im Nordwesten Griechenlands, von Kaiser Justinian I. im sechsten Jahrhundert gegründet und nach Ioannina benannt wurde, möglicherweise als Symbol der politischen Allianz zwischen Justinian und Belisar.